# The Voice Senior (seconda edizione)
La seconda edizione di The Voice Senior è andata in onda in prima serata su Rai 1 dal 26 novembre 2021 al 21 gennaio 2022 con la conduzione di Antonella Clerici per otto puntate.
Il vincitore è stato Annibale Giannarelli, concorrente del Team Gigi D'Alessio.

## Team
Legenda
- Vincitore
- Secondo classificato
- Terzo classificato
- Quarto classificato

- Eliminato nei Cut
- Eliminato ai Knockout
- Eliminato alla finale

| Coach            | Coach          | Artisti              | Artisti                  | Artisti                         | Artisti             | Artisti          |
| ---------------- | -------------- | -------------------- | ------------------------ | ------------------------------- | ------------------- | ---------------- |
|                  | Orietta Berti  | Daniele Montenero    | Roberto Barocelli        | Franco Tortora                  | Cosetta Gigli       | Maria Gatti      |
| Rosa Giannoccaro | Orietta Berti  | Gino Caiafa          | Oscar Luigi Cecovic      | Rossella Boni                   | Xin Xu              |                  |
| Emma Armetta     | Orietta Berti  | Remo Tedesco         | Romeo "Rommy" Dell'Amico | Giacomo Sebastiani              | Eugenia Munari      |                  |
|                  | Clementino     | Marcella Di Pasquale | Luciano Genovesi         | Russell Russell                 | Pino Puggelli       | Arthur Miles     |
| Vittorio Bonetti | Clementino     | Angelo De Niro       | Stefano Nosei            | Matteo Schiavone                | Giuseppe Mariniello |                  |
| Vanna D'Ambrosio | Clementino     | Antonia Gagliano     | Paolo Benedetti          | Fabrizio Fierro                 | Angelo Elli         |                  |
|                  | Gigi D'Alessio | Annibale Giannarelli | Claudia Arvati           | Piero Cotto e Beatrice Pasquali | Lalo Cibelli        | Fabrizio Pausini |
| Carmen Marchese  | Gigi D'Alessio | Eddie Oliva          | Barbara Errico           | Ida Lertora                     | Diva Agata Mongiovì |                  |
| Paola Pompei     | Gigi D'Alessio | Adriano Gradi        | Laura Landi              | Luisa Malafarina                | Liliana Tambornini  |                  |
|                  | Loredana Bertè | Walter Sterbini      | Lanfranco Carnacina      | Donata Brischetto               | Lina Savonà         | Carlo Andreoli   |
| Michele Longo    | Loredana Bertè | Stefania Castelli    | Ezio Turchetti           | Mauro Goldsand                  | Stefano Costa       |                  |
| Marco Rea        | Loredana Bertè | Gina De Boer         | Marco Negri              | Edith Alberts                   | Alessandro Capasso  |                  |

## Blind Auditions
Legenda

- Il coach preme il bottone I Want You
- L'artista è eliminato perché nessun coach preme il bottone I Want You
- L'artista viene scelto per far parte della squadra di questo coach
- L'artista sceglie di far parte della squadra di questo coach
- L'artista supera la fase dei Cut

- Blocco esercitato da Orietta Berti
- Blocco esercitato da Clementino
- Blocco esercitato da Gigi D'Alessio
- Blocco esercitato da Loredana Bertè

### Prima puntata
| Ordine | Artista                         | Canzone (cantante originale)                               | Scelte di coach e/o artisti | Scelte di coach e/o artisti | Scelte di coach e/o artisti | Scelte di coach e/o artisti |
| Ordine | Artista                         | Canzone (cantante originale)                               | Orietta Berti               | Clementino                  | Gigi D'Alessio              | Loredana Bertè              |
| ------ | ------------------------------- | ---------------------------------------------------------- | --------------------------- | --------------------------- | --------------------------- | --------------------------- |
| 1      | Ida lertora                     | Oggi sono io (Alex Britti)                                 |                             |                             |                             | -                           |
| 2      | Walter Sterbini                 | Cambiare (Alex Baroni)                                     |                             |                             |                             |                             |
| 3      | Carlo Andreoli                  | Sultans of swings (Dire Straits)                           |                             |                             |                             |                             |
| 4      | Piero Cotto e Beatrice Pasquali | Grazie perché (Gianni Morandi e Amii Stewart)              |                             |                             |                             |                             |
| 5      | Pupa (Vero nome: Maria Gatti)   | Your Love (Ennio Morricone)                                |                             |                             | -                           | -                           |
| 6      | Benedetta Laurà                 | Mille (Fedez, Achille Lauro e Orietta Berti)               | -                           | -                           | -                           | -                           |
| 7      | Claudia Arvati                  | Mentre tutto scorre (Negramaro)                            |                             |                             |                             |                             |
| 8      | Eddie Oliva                     | 'A rumba de scugnizzi (Raffaele Viviani)                   |                             |                             |                             |                             |
| 9      | Daniele Conti                   | La leva calcistica della classe '68 (Francesco De Gregori) | -                           | -                           | -                           | -                           |
| 10     | Russell Russell                 | Disco Inferno (The Trammps)                                |                             |                             |                             | -                           |
| 11     | Rossella Boni                   | Un'emozione da poco (Anna Oxa)                             |                             |                             | -                           | -                           |
| 12     | Vittorio Bonetti                | A muso duro (Pierangelo Bertoli)                           | -                           |                             |                             | -                           |
| 13     | Rosa Giannoccaro                | E salutala per me (Raffaella Carrà)                        |                             | -                           | -                           | -                           |

### Seconda puntata
| Ordine | Artista              | Canzone (cantante originale)                                | Scelte di coach e/o artisti | Scelte di coach e/o artisti | Scelte di coach e/o artisti | Scelte di coach e/o artisti |
| Ordine | Artista              | Canzone (cantante originale)                                | Orietta Berti               | Clementino                  | Gigi D'Alessio              | Loredana Bertè              |
| ------ | -------------------- | ----------------------------------------------------------- | --------------------------- | --------------------------- | --------------------------- | --------------------------- |
| 1      | Franco Tortora       | La donna del mio amico (Pooh)                               |                             |                             |                             |                             |
| 2      | Marcella Di Pasquale | Eppur mi son scordato di te (Formula 3)                     |                             |                             |                             |                             |
| 3      | Annibale Giannarelli | Ragazzo mio (Luigi Tenco)                                   |                             |                             |                             |                             |
| 4      | Marco Urbisci        | Spider-Man (Michael Bublé)                                  | -                           | -                           | -                           | -                           |
| 5      | Stefania Castelli    | Sally (Vasco Rossi)                                         |                             |                             |                             |                             |
| 6      | Ezio Turchetti       | Zitti e buoni (Måneskin)                                    |                             |                             |                             |                             |
| 7      | Fabrizio Pausini     | Ed io tra di voi (Charles Aznavour)                         |                             |                             |                             |                             |
| 8      | Tony Bonacina        | Speedy Gonzales (Peppino di Capri)                          | -                           | -                           | -                           | -                           |
| 9      | Lina Savonà          | Una miniera (New Trolls)                                    | -                           |                             |                             |                             |
| 10     | Giuseppe Mariniello  | Jerusalema (Master KG)                                      | -                           |                             |                             | -                           |
| 11     | Cosetta Gigli        | Tu che m'hai preso il cuor (Franz Lehár)                    |                             |                             | -                           | -                           |
| 12     | Michele Longo        | Have You Ever Seen the Rain? (Creedence Clearwater Revival) | -                           |                             |                             |                             |
| 13     | Lalo Cibelli         | Futura (Lucio Dalla)                                        |                             |                             |                             | -                           |

### Terza puntata
| Ordine | Artista             | Canzone (cantante originale)               | Scelte di coach e/o artisti | Scelte di coach e/o artisti | Scelte di coach e/o artisti | Scelte di coach e/o artisti |
| Ordine | Artista             | Canzone (cantante originale)               | Orietta Berti               | Clementino                  | Gigi D'Alessio              | Loredana Bertè              |
| ------ | ------------------- | ------------------------------------------ | --------------------------- | --------------------------- | --------------------------- | --------------------------- |
| 1      | Carmen Marchese     | Urlo e non mi senti (Alessandra Amoroso)   |                             |                             |                             |                             |
| 2      | Mauro Goldsand      | Via con me (Paolo Conte)                   |                             |                             |                             |                             |
| 3      | Diva Agata Mongiovì | What's Up? (4 Non Blondes)                 |                             |                             |                             | -                           |
| 4      | Roberto Barocelli   | Cinque giorni (Michele Zarrillo)           |                             |                             |                             |                             |
| 5      | Xin Xu              | Nel blu dipinto di blu (Domenico Modugno)  |                             |                             | -                           | -                           |
| 6      | Donata Brischetto   | Easy Lady (Ivana Spagna)                   |                             |                             |                             |                             |
| 7      | Santo Caccamo       | La vita com'è (Max Gazzè)                  | -                           | -                           | -                           | -                           |
| 8      | Luciano Genovesi    | Easy (Commodores)                          | -                           |                             |                             |                             |
| 9      | Antonia Gagliano    | Dove sta Zazà? (Gabriella Ferri)           | -                           |                             | -                           | -                           |
| 10     | Gino Caiafa         | I've Got You Under My Skin (Frank Sinatra) |                             |                             |                             | -                           |
| 11     | Eva Pallotta        | Gli uomini non cambiano (Mia Martini)      | -                           | -                           | -                           | -                           |
| 12     | Marco Negri         | Pescatore (Pierangelo Bertoli)             | -                           |                             | -                           |                             |

### Quarta puntata
| Ordine | Artista                                       | Canzone (cantante originale)                   | Scelte di coach e/o artisti | Scelte di coach e/o artisti | Scelte di coach e/o artisti | Scelte di coach e/o artisti |
| Ordine | Artista                                       | Canzone (cantante originale)                   | Orietta Berti               | Clementino                  | Gigi D'Alessio              | Loredana Bertè              |
| ------ | --------------------------------------------- | ---------------------------------------------- | --------------------------- | --------------------------- | --------------------------- | --------------------------- |
| 1      | Barbara Errico                                | Canto (anche se sono stonato) (Lelio Luttazzi) |                             |                             |                             |                             |
| 2      | Daniele Montenero (Vero nome: Silvio Aloisio) | Tutto questo sei tu (Ultimo)                   |                             |                             |                             |                             |
| 3      | Arthur Miles                                  | What a Wonderful World (Louis Armstrong)       |                             |                             |                             |                             |
| 4      | Stefania Corona                               | I'm Outta Love (Anastacia)                     | -                           | -                           | -                           | -                           |
| 5      | Matteo Schiavone                              | La voce del silenzio (Massimo Ranieri)         |                             |                             | -                           |                             |
| 6      | Gina De Boer                                  | Piece of My Heart (Janis Joplin)               |                             | -                           |                             |                             |
| 7      | Paola Pompei                                  | L'amore si odia (Noemi feat. Fiorella Mannoia) |                             | -                           |                             | -                           |
| 8      | Fiorella Ferri                                | Amore disperato (Nada)                         | -                           | -                           | -                           | -                           |
| 9      | Adriano Gradi                                 | Strada facendo (Claudio Baglioni)              | -                           |                             |                             | -                           |
| 10     | Lorenzo Roscio                                | Une belle histoire (Michel Fugain)             | -                           | -                           | -                           | -                           |
| 11     | Laura Landi                                   | Un'avventura (Lucio Battisti)                  | -                           |                             |                             | -                           |
| 12     | Angelo De Niro                                | Don't You (Forget About Me) (Simple Minds)     |                             |                             |                             |                             |
| 13     | Giacomo Sebastiani                            | Rinascerò rinascerai (Roby Facchinetti)        |                             | -                           | -                           | -                           |
| 14     | Fabrizio Fierro                               | Knock on Wood (Amii Stewart)                   | -                           |                             | -                           | -                           |

### Quinta puntata
| Ordine | Artista             | Canzone (cantante originale)                       | Scelte di coach e/o artisti | Scelte di coach e/o artisti | Scelte di coach e/o artisti | Scelte di coach e/o artisti |
| Ordine | Artista             | Canzone (cantante originale)                       | Orietta Berti               | Clementino                  | Gigi D'Alessio              | Loredana Bertè              |
| ------ | ------------------- | -------------------------------------------------- | --------------------------- | --------------------------- | --------------------------- | --------------------------- |
| 1      | Stefano Costa       | Hallelujah (Leonard Cohen)                         |                             |                             |                             |                             |
| 2      | Emma Armetta        | Io che amo solo te (Sergio Endrigo)                |                             | -                           | -                           |                             |
| 3      | Didi Balboni        | Il tempo di morire (Vasco Rossi)                   | -                           | -                           | -                           | -                           |
| 4      | Marco Rea           | Unchain My Heart (Joe Cocker)                      |                             |                             |                             |                             |
| 5      | Oscar Luigi Cecovig | Viceversa (Francesco Gabbani)                      |                             |                             |                             | -                           |
| 6      | Edith Alberts       | Diamonds Are a Girl's Best Friend (Marilyn Monroe) | -                           |                             | -                           |                             |
| 7      | Paolo Benedetti     | Meraviglioso (Domenico Modugno)                    | -                           |                             | -                           | -                           |
| 8      | Stefano Nosei       | You've Got a Friend (James Taylor)                 |                             |                             |                             |                             |
| 9      | Teresa Modaudo      | Bruci la città (Irene Grandi)                      | -                           | -                           | -                           | -                           |
| 10     | Eugenia Munari      | 'A città 'e Pulecenella (Claudio Mattone)          |                             | -                           | -                           | -                           |
| 11     | Alessandro Capasso  | Get Back (The Beatles)                             | -                           |                             | -                           |                             |
| 12     | Ermanno Bono        | Più bella cosa (Eros Ramazzotti)                   | -                           | -                           | -                           | -                           |
| 13     | Angelo Elli         | La Vie en rose (Édith Piaf)                        | -                           |                             | -                           | -                           |

### Sesta puntata
| Ordine | Artista                  | Canzone (cantante originale)                     | Scelte di coach e/o artisti | Scelte di coach e/o artisti | Scelte di coach e/o artisti | Scelte di coach e/o artisti |
| Ordine | Artista                  | Canzone (cantante originale)                     | Orietta Berti               | Clementino                  | Gigi D'Alessio              | Loredana Bertè              |
| ------ | ------------------------ | ------------------------------------------------ | --------------------------- | --------------------------- | --------------------------- | --------------------------- |
| 1      | Liza Lipari              | Accidenti a te (Fiordaliso)                      | -                           | -                           | -                           | -                           |
| 2      | Remo Tedesco             | Yes I Know My Way (Pino Daniele)                 |                             |                             | -                           | -                           |
| 3      | Massimo Rastrelli        | Arrogante (Irama)                                | -                           | -                           | -                           | -                           |
| 4      | Lanfranco Carnacina      | Knockin' on Heaven's Door (Bob Dylan)            | -                           |                             |                             |                             |
| 5      | Romeo "Rommy" Dell'Amico | È la mia vita (Al Bano)                          |                             |                             | -                           | N.D.                        |
| 6      | Vanna D'Ambrosio         | Nessun dolore (Lucio Battisti)                   | N.D.                        |                             |                             | N.D.                        |
| 7      | Luisa Malafarina         | La notte (Arisa)                                 | N.D.                        | -                           |                             | N.D.                        |
| 8      | Pino Puggelli            | Smoke on the Water (Deep Purple)                 | N.D.                        |                             |                             | N.D.                        |
| 9      | Rodolfo Banchelli        | La mia banda suona il rock (Ivano Fossati)       | N.D.                        | N.D.                        | -                           | N.D.                        |
| 10     | Mimmo Santi              | Tutto il resto è noia (Franco Califano)          | N.D.                        | N.D.                        | -                           | N.D.                        |
| 11     | Liliana Tambornini       | These Boots Are Made for Walkin' (Nancy Sinatra) | N.D.                        | N.D.                        |                             | N.D.                        |

### Bilancio Blind Auditions
| Coach          | Numero di Volte | Numero di Volte | Numero di Volte | Numero di Volte    | Numero di Volte  | Numero di Volte | Numero di Volte |
| Coach          | Totale Buzz     | Scelte          | Buzz da solo    | Blocchi effettuati | Blocchi ricevuti | Rifiuti         | No Buzz         |
| -------------- | --------------- | --------------- | --------------- | ------------------ | ---------------- | --------------- | --------------- |
| Orietta Berti  | 41              | 15              | 3               | 0                  | 0                | 26              | 29              |
| Clementino     | 52              | 15              | 5               | 1                  | 0                | 37              | 21              |
| Gigi D'Alessio | 42              | 15              | 2               | 1                  | 1                | 27              | 34              |
| Loredana Bertè | 32              | 15              | 0               | 1                  | 2                | 17              | 37              |

## Knockout
La semifinale vede scontrare i 24 talenti rimasti in gara nei Knock Out, i quali determineranno i dodici finalisti del programma. Le sfide si svolgono fra tre concorrenti dello stesso team che si confrontano sul palco cantando ognuno il brano assegnatogli dal coach, il quale alla fine deciderà se far passare uno o due cantanti alla fase finale. Al termine dei K.O. tre concorrenti per squadra arriveranno in finale.
| Ordine | Coach          | Artista                         | Canzone (cantante originale)                    |
| ------ | -------------- | ------------------------------- | ----------------------------------------------- |
| 1      | Loredana Bertè | Michele Longo                   | Per colpa di chi? (Zucchero)                    |
| 1      | Loredana Bertè | Donata Brischetto               | Nell'aria (Marcella Bella)                      |
| 1      | Loredana Bertè | Walter Sterbini                 | Sere nere (Tiziano Ferro)                       |
| 2      | Gigi D'Alessio | Annibale Giannarelli            | L'immensità (Don Backy)                         |
| 2      | Gigi D'Alessio | Carmen Marchese                 | Vivimi (Laura Pausini)                          |
| 2      | Gigi D'Alessio | Claudia Arvati                  | Anche Un Uomo (Mina)                            |
| 3      | Clementino     | Vittorio Bonetti                | Azzurro (Paolo Conte)                           |
| 3      | Clementino     | Marcella Di Pasquale            | La casa del sole (Pooh)                         |
| 3      | Clementino     | Russell Russell                 | All Night Long (All Night) (Lionel Richie)      |
| 4      | Orietta Berti  | Franco Tortora                  | Se bruciasse la città (Massimo Ranieri)         |
| 4      | Orietta Berti  | Rosa Giannoccaro                | Estate (Irene Grandi)                           |
| 4      | Orietta Berti  | Cosetta Gigli                   | Con te partirò (Andrea Bocelli)                 |
| 5      | Gigi D'Alessio | Piero Cotto e Beatrice Pasquali | You Make Me Feel Brand New (Simply Red)         |
| 5      | Gigi D'Alessio | Lalo Cibelli                    | Che vita meravigliosa (Diodato)                 |
| 5      | Gigi D'Alessio | Fabrizio Pausini                | La Bohème (Charles Aznavour)                    |
| 6      | Loredana Bertè | Carlo Andreoli                  | Balliamo sul mondo (Ligabue)                    |
| 6      | Loredana Bertè | Lina Savonà                     | Una ragione di più (Ornella Vanoni)             |
| 6      | Loredana Bertè | Lanfranco Carnacina             | When A Man Loves A Woman (Michael Bolton)       |
| 7      | Orietta Berti  | Daniele Montenero               | Sognami (Biagio Antonacci)                      |
| 7      | Orietta Berti  | Maria Gatti                     | Senza catene (Iva Zanicchi)                     |
| 7      | Orietta Berti  | Roberto Barocelli               | I migliori anni della nostra vita (Renato Zero) |
| 8      | Clementino     | Arthur Miles                    | Stand By Me (Ben E. King)                       |
| 8      | Clementino     | Luciano Genovesi                | L'Isola che non c'è (Edoardo Bennato)           |
| 8      | Clementino     | Pino Puggelli                   | I Was Made for Lovin' You (Kiss)                |

## Finale
La finale è andata in onda in diretta il 21 gennaio 2022. La competizione si è svolta in due fasi, entrambe giudicate dai telespettatori attraverso il televoto. Nella prima fase i dodici talenti finalisti si sono esibiti in una cover assegnata dal loro coach. I quattro artisti più votati hanno avuto accesso alla seconda fase, in cui ciascuno degli artisti "super-finalisti" ha presentato il proprio cavallo di battaglia. Al termine delle esibizioni il televoto è stato chiuso ed è stato proclamato il vincitore.
Ospiti: Riccardo Cocciante 

Canzoni cantate dagli ospiti: Io canto (con i dodici finalisti)
Prima fase
- Artista che passa alla seconda fase
- Artista eliminato

| Ordine | Coach          | Artista                         | Canzone (cantante originale)                                       | Televoto |
| ------ | -------------- | ------------------------------- | ------------------------------------------------------------------ | -------- |
| 1      | Clementino     | Marcella Di Pasquale            | Nel sole (Al Bano)                                                 | 8,67%    |
| 2      | Loredana Bertè | Walter Sterbini                 | Ancora (Eduardo De Crescenzo)                                      | 11,98%   |
| 3      | Gigi D'Alessio | Annibale Giannarelli            | Solo Noi (Toto Cutugno)                                            | 22,20%   |
| 4      | Orietta Berti  | Franco Tortora                  | Vent'anni (Massimo Ranieri)                                        | 6,42%    |
| 5      | Gigi D'Alessio | Claudia Arvati                  | All'alba sorgero' (Serena Autieri)                                 | 11,18%   |
| 6      | Clementino     | Russell Russell                 | Proud Mary (Creedence Clearwater Revival, versione di Tina Turner) | 6,16%    |
| 7      | Orietta Berti  | Roberto Barocelli               | Un senso (Vasco Rossi)                                             | 7,44%    |
| 8      | Loredana Bertè | Lanfranco Carnacina             | You Are So Beautiful (Billy Preston, versione di Joe Cocker)       | 7,71%    |
| 9      | Gigi D'Alessio | Piero Cotto e Beatrice Pasquali | Questione di feeling (Riccardo Cocciante e Mina)                   | 8,56%    |
| 10     | Loredana Bertè | Donata Brischetto               | Hot Stuff (Donna Summer)                                           | 3,31%    |
| 11     | Orietta Berti  | Daniele Montenero               | Il mondo (Jimmy Fontana)                                           | 1,20%    |
| 12     | Clementino     | Luciano Genovesi                | Hotel California (Eagles)                                          | 5,18%    |

Seconda fase
- Vincitore
- Secondo classificato
- Terzo classificato
- Quarto classificato

| Ordine | Coach          | Artista              | Canzone (cantante originale)                               | Televoto |
| ------ | -------------- | -------------------- | ---------------------------------------------------------- | -------- |
| 1      | Clementino     | Marcella Di Pasquale | La casa del sole (Los Marcellos Ferial, versione dei Pooh) | 15,90%   |
| 2      | Loredana Bertè | Walter Sterbini      | Cambiare (Alex Baroni)                                     | 18,82%   |
| 3      | Gigi D'Alessio | Annibale Giannarelli | Lo chiamavano Trinità (Franco Micalizzi)                   | 44,15%   |
| 4      | Gigi D'Alessio | Claudia Arvati       | Anche Un Uomo (Mima)                                       | 21,14%   |

## Ascolti
| Puntata | Puntata                | Messa in onda    | Ospiti                          | Telespettatori | Share  |
| ------- | ---------------------- | ---------------- | ------------------------------- | -------------- | ------ |
| 1       | Blind Audition 1       | 26 novembre 2021 | Viviana Stucchi                 | 3 645 000      | 18,57% |
| 2       | Blind Audition 2       | 3 dicembre 2021  | –                               | 3 568 000      | 18,46% |
| 3       | Blind Audition 3       | 10 dicembre 2021 | Iva Zanicchi                    | 3 630 000      | 18,39% |
| 4       | Blind Audition 4       | 17 dicembre 2021 | Alvaro Vitali, Rossana Luttazzi | 3 553 000      | 18,68% |
| 5       | Blind Audition 5       | 23 dicembre 2021 | –                               | 3 736 000      | 19,76% |
| 6       | Blind Audition 6       | 7 gennaio 2022   | –                               | 3 904 000      | 18,78% |
| 7       | Knock Out - Semifinale | 14 gennaio 2022  | –                               | 3 902 000      | 18,96% |
| 8       | Finale                 | 21 gennaio 2022  | Riccardo Cocciante              | 3 882 000      | 19,51% |
| Media   | Media                  | Media            | Media                           | 3 727 000      | 18,88% |